# Loren Morón
Lorenzo Jesús Morón García (ur. 30 grudnia 1993 w Marbelli) – hiszpański piłkarz występujący na pozycji napastnika w greckim klubie Aris.